# Passau

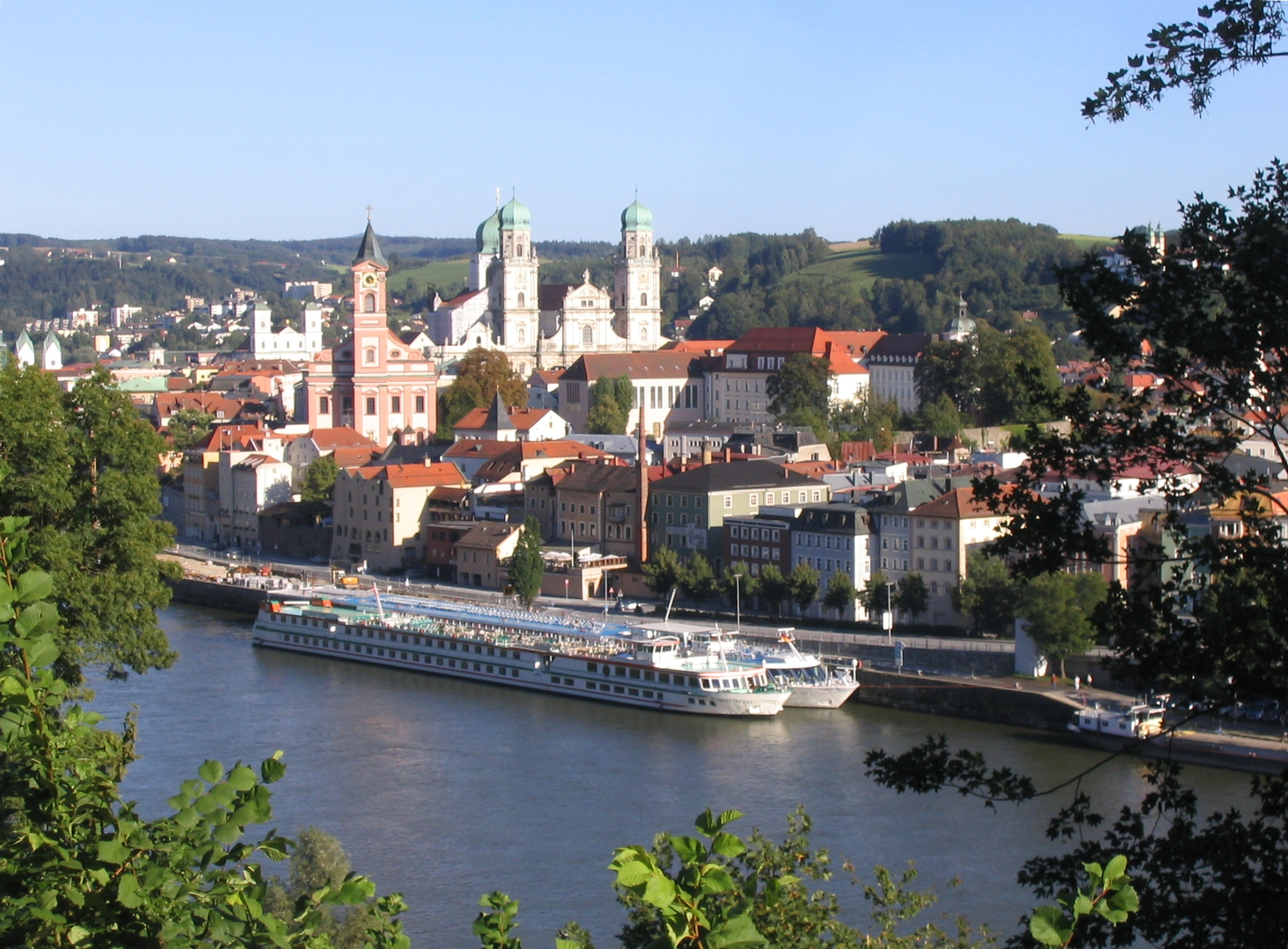
Passau

Passau (Batavia, em latim) é uma cidade na região da Baixa Baviera, estado da Baviera, Alemanha, também conhecida como Dreiflüssestadt ("Cidade dos Três Rios"), porque o Danúbio se encontra ali com os rios Inn (do sul) e Ilz (do norte, vindo da Floresta Bávara).
Era conhecida como Batávio (Batavium) durante o período romano.
Passau é uma cidade independente (Kreisfreie Stadt) ou distrito urbano (Stadtkreis), ou seja, possui estatuto de distrito (Kreis).
Sua população é de aproximadamente 50.000, dos quais 8.000 são estudantes da Universidade de Passau.

## Clima
| Dados climatológicos para Passau | Dados climatológicos para Passau | Dados climatológicos para Passau | Dados climatológicos para Passau | Dados climatológicos para Passau | Dados climatológicos para Passau | Dados climatológicos para Passau | Dados climatológicos para Passau | Dados climatológicos para Passau | Dados climatológicos para Passau | Dados climatológicos para Passau | Dados climatológicos para Passau | Dados climatológicos para Passau | Dados climatológicos para Passau |
| Mês                              | Jan                              | Fev                              | Mar                              | Abr                              | Mai                              | Jun                              | Jul                              | Ago                              | Set                              | Out                              | Nov                              | Dez                              | Ano                              |
| -------------------------------- | -------------------------------- | -------------------------------- | -------------------------------- | -------------------------------- | -------------------------------- | -------------------------------- | -------------------------------- | -------------------------------- | -------------------------------- | -------------------------------- | -------------------------------- | -------------------------------- | -------------------------------- |
| Temperatura máxima recorde (°C)  | 15                               | 16                               | 22                               | 26                               | 31                               | 35                               | 37                               | 34                               | 31                               | 27                               | 17                               | 14                               | 37                               |
| Temperatura máxima média (°C)    | 1                                | 3                                | 8                                | 13                               | 18                               | 22                               | 23                               | 22                               | 19                               | 13                               | 6                                | 2                                | 13                               |
| Temperatura mínima média (°C)    | −5                               | −4                               | 0                                | 3                                | 8                                | 11                               | 13                               | 12                               | 9                                | 5                                | 1                                | −3                               | 4                                |
| Temperatura mínima recorde (°C)  | −28                              | −28                              | −16                              | −6                               | −2                               | 2                                | 5                                | 5                                | 0                                | −8                               | −16                              | −19                              | −28                              |
| Precipitação (mm)                | 68,6                             | 53,3                             | 50,8                             | 63,5                             | 81,3                             | 94                               | 109,2                            | 94                               | 76,2                             | 58,4                             | 53,3                             | 71,1                             | 871,2                            |
| Fonte: 19/12/2009                |                                  |                                  |                                  |                                  |                                  |                                  |                                  |                                  |                                  |                                  |                                  |                                  |                                  |

## Património
- Catedral de Santo Estevão

Construída entre 1668 e 1693 em estilo barroco, é conhecida por albergar o maior órgão de tubos da Europa com 17 774 tubos e 233 registos.

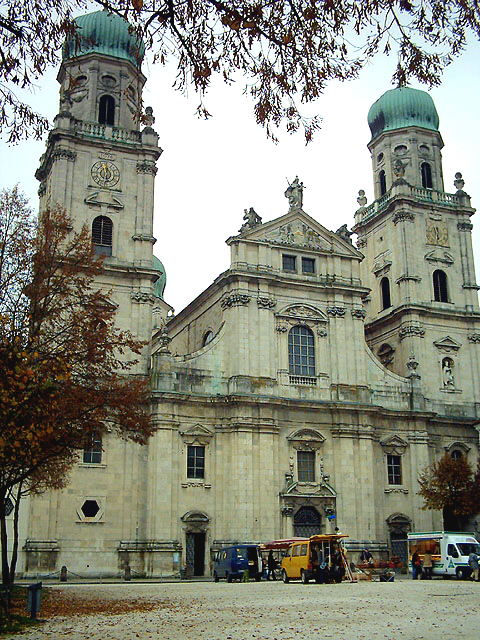
Fachada da Catedral de Santo Estevão
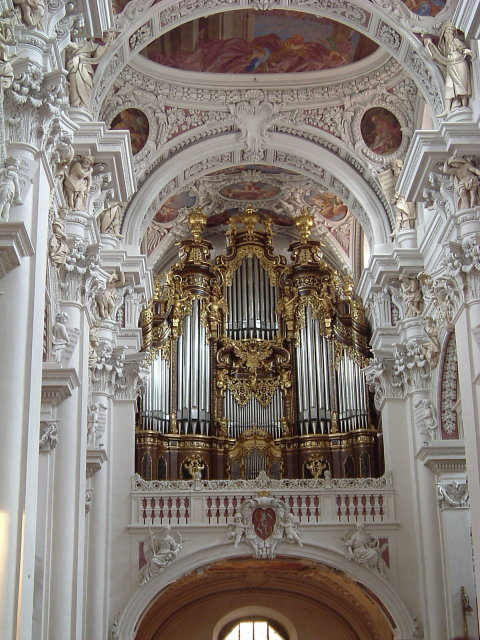
Órgão da Catedral